# Арои, Кенос
Хангиндейт Теманимон Кенос Арои (англ. Nangindeit Temanimon Kenas Aroi; 17 апреля 1942 — 22 января 1991) — науруанский политический деятель, президент Науру с 17 августа по 12 декабря 1989 года, одновременно министр внутренних и иностранных дел, по вопросам развития острова, промышленности, по делам общественных служб и гражданской авиации. 
Арои был членом парламента и с января 1971 по ноябрь 1977 года его председателем, министром внутренних дел, по вопросам развития острова, промышленности и гражданской авиации в 1978—1979 годах, министром финансов в 1980—1986 годах. Перед тем, как он стал президентом, он был связан с Науруанской фосфатной корпорацией. Ушёл в отставку с поста президента по состоянию здоровья.
Дочь Кеноса Арои Миллисент Арои — композитор, была верховным комиссаром Науру в Фиджи (1996—2004).